# Люлька Олександр Наумович
Люлька Олександр Наумович (14 лютого 1924, с. Саварка, Київська область — 9 січня 2003, Полтава) — лікар-хірург, доктор медичних наук, професор.

## Біографія
Середню школу закінчив 19 червня 1941 р. на відмінно й вирішив вступати до Київського медичного інституту. Проте на заваді цим планам стала війна. Опинився в окупації, став учасником підпілля. Після визволення, на початку 1944 р., був призваний радянської до армії. Воював у складі Третього Українського фронту, під час боїв за м. Яси (Румунія) отримав поранення у лівий ліктьовий суглоб. Після демобілізації вирішив повернутись до навчання. У серпня 1946 р. став студентом лікувального факультету Київського медичного інституту імені О. О. Богомольця. Після його завершення у 1952 р. і вступив до аспірантури цього ж вишу. У 1955 р. успішно захистив кандидатську дисертацію . У 1958 р. був направлений до Тернопільського медичного інституту. Поряд з викладацькою і лікувальною роботою займав ще й адміністративні посади. З 1958 р. заступник декана лікувального факультету, у 1962—1965 рр. — декан . У 1965-72 рр. — завідувач кафедри загальної хірургії, у 1972-73 — факультетської хірургії. Упродовж 1969-73рр. проректор з навчальної роботи. У 1966 р. захистив докторську дисертацію на тему: «Функція кори наднирників у хворих тиреотоксикозом і тиреотоксичний криз», а у 1969 р. отримав звання професора. . Паралельно з науковими дослідженнями професор залишався практикувальним лікарем-хірургом. Провів багато операцій з видалення щитоподібної залози при дифузному токсичному зобі. У 1973 р. рішенням міністерства охорони здоров'я був направлений до Полтавського стоматологічного інституту для участі в організації лікувального факультету. З 1974 по 1989 р. обіймав посаду проректора з навчальної роботи. Однією зі сторін його діяльності була організація навчально-методичного забезпечення кафедр інституту. Водночас завідував кафедрою факультетської хірургії (1973—1991), пізніше, у 1991—2001 рр. був професором цієї ж кафедри. Практична діяльність професора продовжувалась в клініці на базі 2-ї міської лікарні, де він щоденно й проводив операції.

## Наукова школа
Започаткував наукову школу з вивчення недостатності функції кори наднирників при тиреотоксикозі, описав зміни реактивності організму хворих на тиреотоксикоз у до- та післяопераційних періодах, запропонував методику лікування тиреотоксичного кризу, вивчав вплив гемолітичних і фібринолітичних препаратів тканин щитоподібної залози на згортання крові. Серед його учнів був майбутній ректор Тернопільського медичного університету імені І. Я. Горбачевського, видатний вчений Л. Я. Ковальчук. В Полтаві він продовжив свої наукові дослідження з вивчення щитоподібної залози й опублікував ряд навчальних посібників. Його наукова школа поповнювалась новими учнями. Під його керівництвом було захищено 25 кандидатських і 6 докторських дисертацій.

## Основні праці
- Тиреотоксикоз и функция коры надпочечников. К., 1967 (співавт.);
- Тиреотоксический криз. К., 1973 (співавт.);
- Учбовий посібник по факультетській та оперативній хірургії. П., 1992 (співавт.);
- Склерозуюча терапія геморою: Посіб. П., 1997 (співавт.);
- Факультетська хірургія: Зб. тест. завдань та відповідей. Т., 1999.

## Нагороди
- Відмінник освіти України
- Орден «Знак Пошани»
- Орден Червоної Зірки
- Орден Вітчизняної війни 2 ступеня[4]
- Відмінник охорони здоров'я СРСР[5].